# Mondo (album Riccardo Fogli)
Mondo è una raccolta del cantante pop italiano Riccardo Fogli, pubblicata nel 1992.

## Tracce
1. Mondo (testo: Carla Vistarini; musica: Luigi Lopez)
2. Per Lucia (testo: Riccardo Fogli e Vincenzo Spampinato; musica: Maurizio Fabrizio)
3. Malinconia (testo: Riccardo Fogli e Guido Morra; musica: Maurizio Fabrizio)
4. Stella (testo: Carla Vistarini; musica: Luigi Lopez)
5. Giorni cantati (testo: Maurizio Piccoli; musica: Bruno Incarnato)
6. Che ne sai (testo: Riccardo Fogli; musica: Maurizio Fabrizio)
7. Io ti porto via (testo: Riccardo Fogli e Cristiano Minellono; musica: Roby Facchinetti)
8. Storie di tutti i giorni (testo: Riccardo Fogli e Guido Morra; musica: Maurizio Fabrizio)
9. Ti voglio dire (testo: Carla Vistarini; musica: Luigi Lopez)
10. Ricordati (testo: Carla Vistarini; musica: Luigi Lopez)
11. Ti amò però (testo: Riccardo Fogli e Guido Morra; musica: Maurizio Fabrizio)
12. Sulla buona strada (testo: Vincenzo Spampinato; musica: Maurizio Fabrizio)
13. Io ti prego di ascoltare (testo: Guido Morra; musica: Maurizio Fabrizio)
14. Non finisce così (testo: Franca Evangelisti, Marco Patrignani e Claudio Cofani; musica: Bruno Incarnato)